# Kanton Lourdes-Ouest
Lourdes-Ouest is een voormalig kanton van het Franse departement Hautes-Pyrénées. Het kanton maakte deel uit van het arrondissement Argelès-Gazost. Het werd opgeheven bij decreet van 25 februari 2014, met uitwerking op 22 maart 2015.

## Gemeenten
Het kanton Lourdes-Ouest omvatte de volgende gemeenten:
- Adé
- Aspin-en-Lavedan
- Bartrès
- Lourdes (deels, hoofdplaats)
- Omex
- Ossen
- Poueyferré
- Ségus
- Viger